# Remei Sipi
Remei Sipi Mayo (Rebola, 1952), conocida popularmente como Tía Remei, es una educadora infantil, escritora, editora, conferenciante, directora de teatro, investigadora y activista ecuatoguineana experta en género y desarrollo, destacada por su militancia en el movimiento asociativo de mujeres afrodescendientes que fue presidenta de la Federación de Asociaciones Guineanas de Cataluña.

## Trayectoria
Remei Sipi nació en 1952 en la localidad de Rebola, en la isla de Fernando Poo (actual Bioko), en la Guinea española (actual Guinea Ecuatorial). En 1968, con 16 años, se trasladó a vivir a Barcelona. Se diplomó en Educación Infantil y se especializó en género y desarrollo en la Universidad Autónoma de Barcelona.
Ha trabajado en defensa de la mujer, las minorías étnicas y los emigrantes e impulsado el movimiento asociativo de mujeres africanas, intentando evitar la folklorización en los eventos interculturales en los que la invitaban. A principios de los años ochenta se convirtió en la presidenta de Riebapua, el colectivo bubi de Guinea Ecuatorial en Cataluña. En 1990 cofundó la asociación E’Waiso Ipola, que significa "mujer, levántate/espabílate". Tres años más tarde se convirtió en una de las cofundadoras de la asociación española de intelectuales africanos Mfundi-Kupa. Además, cofundó la Red de mujeres inmigrantes en Cataluña y en 2005 Yamanjá, una asociación de mujeres inmigrantes que también presidió.
Sipi ostentó los cargos de presidenta de la Federación de Asociaciones Guineanas de Cataluña, vicepresidenta del Consell Nacional de les dones de Catalunya, portavoz de la Secretaría de mujeres de la federación de colectivos de inmigrantes en Cataluña y vocal del Consell de la llengua catalana. También fue miembro de la Red de Mujeres Negras y de Minorías Étnicas de Europa, de la Plataforma de Apoyo a los presos políticos de Guinea Ecuatorial, Grupo de Mujeres Ca la Dona de Barcelona y del grupo de mujeres María Zambrano.
Además de la literatura oral y al ensayo, ha escrito sobre temas de género y mujeres migrantes africanas y publicado varios libros. Fue la creadora de la Editorial Mey, especializada en literatura ecuatoguineana.
En 2018 fue uno de los miembros del jurado del Premi Consell Municipal d’Immigració de Barcelona (CMIB).

## Reconocimientos
Sipi ha sido reconocida en diversas ocasiones por su labor activista. En 2002 recibió el IX Premio Pasionaria, entregado por Izquierda Unida de Gijón, en nombre de la Asociación de Mujeres Africanas. En 2014 recibió el Premio Raíces de Forum Andalucía.
En 2020 la Fundación Sabino Arana reconoció a Sipi con el Premio Sabino Arana por su militancia feminista y su lucha por los derechos de la mujer africana.

## Publicaciones
- 1997 - Las mujeres africanas: Incansables creadoras de estrategias.  ISBN 9788417150273[16]
- 2004 - Inmigración y género. El caso de Guinea Ecuatorial, Tercera prensa, ISBN 84-87303-75-7.
- 2005 - Les dones migrades [Texto impreso]: apunts, històries, reflexions, aportacions.
- 2005 - Cuentos africanos.
- 2007 - El secreto del bosque: un cuento africano.
- 2014 - Inmigración y género. El caso de Guinea Ecuatorial: Universidad de Alicante (selección y edición de Inmaculada Díaz Narbona).
- 2015 - Baiso, ellas y sus relatos, junto a Nina Camo y Melibea Obono, ISBN: 978-84-606-7344-6.[17]
- 2015 - Voces femeninas de Guinea Ecuatorial. Una antología, ISBN: 9788460673422.[1][18]
- 2018 - Mujeres africanas: Más allá del tópico de la jovialidad, Wanafrica Ed. 2018, ISBN: 978-84-17150-27-3.[3]
- 2020[19]- Su obra es incluida en la antología Teléfono de emergencia literaria: escritoras ecuatoguineanas centros culturales de España en Bata y Malabo.